# 白马山站 (南昌市)
白馬山站位于中华人民共和国江西省南昌市新建区宁远大街与兴业中大道交叉口南侧，是南昌地铁4号线的地铁车站，本站于2021年12月26日和4号线一同启用。

## 车站结构
车站为高架三层岛式车站；站前设两股折返线:54。

### 楼层
| 3层 |                    | █ 4号线 终点站 下客站台    |  |  |
|     | 岛式站台，左侧开门 |                            |  |  |
|     |                    | █ 4号线 往鱼尾洲（裕丰街） |  |  |
| 2层 | 站厅               | 自动售票机、客服中心       |  |  |
| 1层 | 地面               | 出入口                     |  |  |

### 出入口
| 编号                   | 指示         | 图片 | 建议前往的目的地       |
| ---------------------- | ------------ | ---- | ---------------------- |
| 2-1                    | 宁远大街东侧 |      | 产业路                 |
| 2-2                    | 宁远大街东侧 |      | 兴业中大道             |
| 出口 · 3L · 升降机标志 | 宁远大街西侧 |      | 兴业中大道             |
| 出口 · 4L              | 宁远大街西侧 |      | 江西五十铃汽车有限公司 |
| 註： 設有              |              |      |                        |

## 历史
- 2016年6月8日，江西省环境保护厅发布了南昌市轨道交通4号线一期工程拟受理情况的公示[3]，并公布了《南昌市轨道交通4号线一期工程环境影响报告书（全文公示稿）》，由此得知本站工程名为望城站[2]。
- 2017年2月8日，南昌轨道交通集团有限公司公布了《2、3号线站点更名及4号线命名方案获批》，由此得知本站正式站名为白马山站[4]。